# Bundesköniginnentag
Der Bundesköniginnentag (auch BKT) ist eine jährlich Veranstaltung des Bundes der historischen deutschen Schützenbruderschaften in enger Zusammenarbeit mit einer lokalen Schützenbruderschaft. Sie findet an einem Wochenende um den Muttertag statt. Der BKT findet seit 1956 statt.

## Zweck
Zweck der Veranstaltung war es ursprünglich, die Stellung der Frau in den damals noch fast ausschließlich aus Männern bestehenden Schützenbruderschaften sowie in der Gesellschaft in den Mittelpunkt zu rücken. Die Königin muss sich nicht selber qualifizieren, sondern sie nimmt als Gemahlin des Schützenkönigs als Königin an der Veranstaltung an der Seite ihres Mannes teil.

## Veranstaltung
Der eigentliche Bundesköniginnentag selber findet jeweils am Sonntag statt. Er beginnt mit einem festlichen Hochamt, meist unter freiem Himmel, und geht weiter mit dem Höhepunkt, dem festlichen Umzug durch den veranstaltenden Ort.
Der Veranstaltungsort wechselt jährlich – so fand der Bundesköniginnentag 2018 in Westenholz statt und 2019 in Köln. Für 2020 ist als Veranstaltungsort Grefrath vorgesehen. Regelmäßig nehmen 5.000 bis 15.000 Schützen an diesem Fest teil. Mindestens ebenso viele Besucher säumen den Zugweg des Festumzugs am Abschlusstag. Am Bundesköniginnentag im Jahr 2000 in Kevelaer nahmen zum Beispiel mehr als 8000 Teilnehmer teil. Den Umzug säumten in diesem Jahr knapp 15000 Zuschauer. In Verl waren beispielsweise 2012 rund 12.000 Besucher sowie 6000 Mitwirkende am Festzug, 2009 in Kerpen bestand der Festzug alleine schon aus etwa 9000 Personen.

## Kritik
Auf dem Bundesköniginnentag 2011 durfte der homosexuelle Münsteraner Schützenkönig nicht neben seinem Lebensgefährten marschieren. Das lehnte das Präsidium des BHSB unterstützt vom Präses Weihbischof Heiner Koch ab. Der Pressesprecher des BHSB dementierte dies jedoch und sagte, der Brief sei erstens nur eine Bitte und keine Vorgabe gewesen und zweitens sei es dabei nicht um das Nebeneinander-Marschieren gegangen, sondern um das öffentliche Auftreten als Ehepaar.

## Bundesköniginnentag (Jahr und Ort)
- 1956: Leverkusen-Bürrig[12]
- 1957: Burg a.d. Wupper
- 1958: Gemünd
- 1959: Schloß Raesfeld
- 1960: Mönchengladbach
- 1961: Kleve
- 1963: Bad Godesberg
- 1965: Menden
- 1966: Erkelenz
- 1967: Solingen
- 1968: Nideggen
- 1969: Salzkotten
- 1970: Kevelaer
- 1971: Neheim-Hüsten
- 1973: Leverkusen
- 1974: Königswinter
- 1975: Kobern
- 1976: Menden
- 1977: Korschenbroich
- 1978: Niederfischbach
- 1979: Aachen
- 1980: Kalkar
- 1981: Linz/Rhein[13]
- 1982: Werl
- 1983: Nottuln
- 1984: Salzkotten
- 1985: Köln-Mülheim
- 1986: Kobern-Gondorf
- 1987: Wenden
- 1988: Wiedenbrück
- 1989: Viersen
- 1990: Odenthal
- 1991: Stadtlohn
- 1992: Vallendar
- 1993: Xanten
- 1994: Köln-Stammheim
- 1995: Büttgen
- 1996: Vechta-Hagen
- 1997: Kempen
- 1998: Koblenz-Metternich
- 2000: Kevelaer[7]
- 2001: Heinsberg
- 2002: Salzkotten
- 2003: Mettmann
- 2004: Simmerath
- 2005: Bergheim
- 2006: Kerkrade-Haanrade / NL[14]
- 2007: Nettersheim
- 2008: Mendig
- 2009: Kerpen
- 2010: Rietberg
- 2011: Kobern-Gondorf
- 2012: Verl[8]
- 2013: Stürzelberg
- 2014: Königshoven
- 2015: Walbeck
- 2016: Erkelenz
- 2017: Düren
- 2018: Westenholz
- 2019: Köln-Stammheim[1]